# Poggio Rusco
Poggio Rusco är en ort och kommun i provinsen Mantua i regionen Lombardiet i Italien. Kommunen hade 6 647 invånare (2018).